# Hōryū-ji
Le Hōryū-ji (法隆寺) est un temple bouddhique situé à Ikaruga, bourg de la préfecture de Nara, au Japon.
Les bâtiments les plus anciens (le kondō, la pagode à cinq étages et la porte centrale) datent de la période d'Asuka (milieu du VIe siècle-710) et sont considérés comme les plus anciennes constructions en bois du monde.

## Histoire du temple

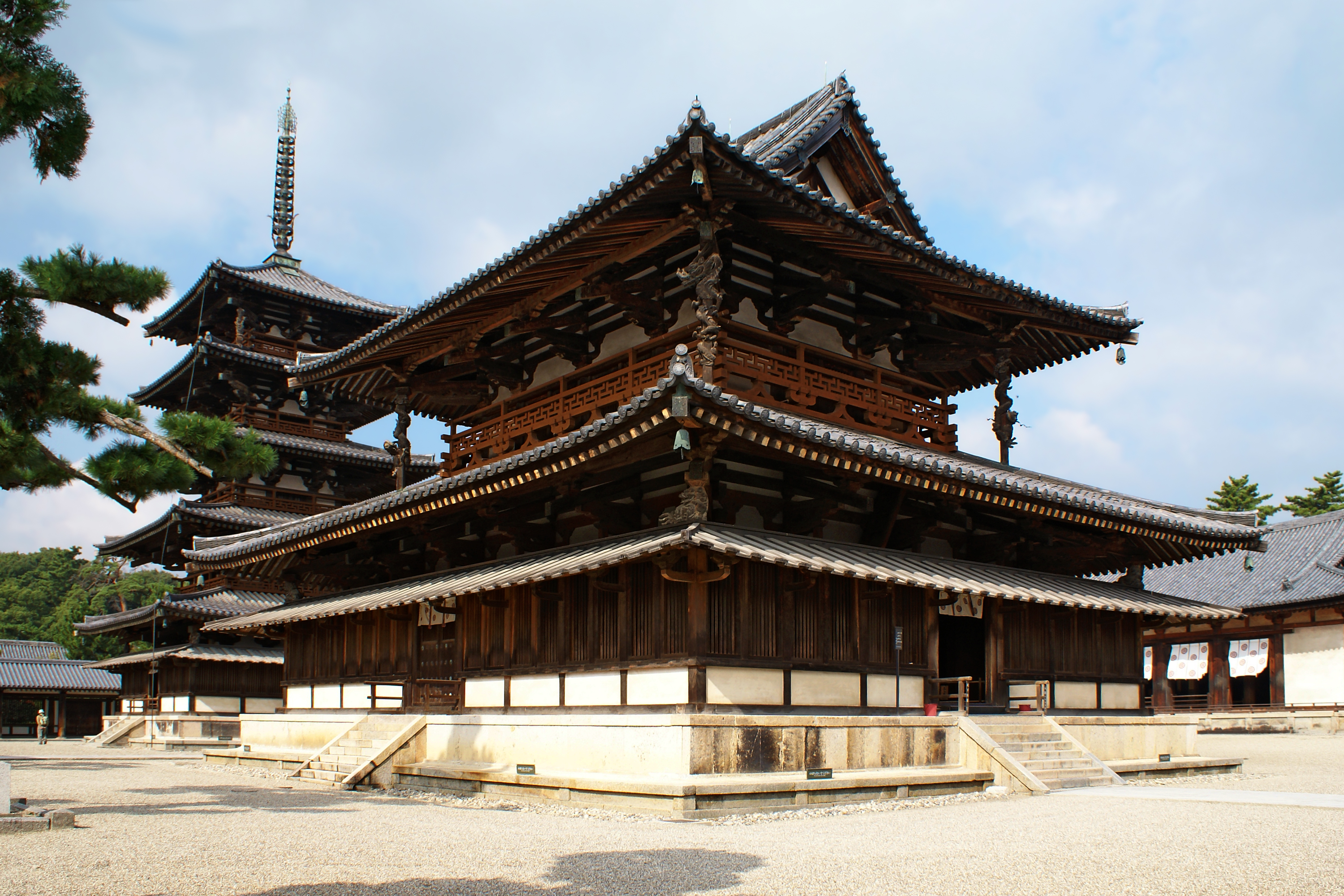
Le kondō et la pagode à cinq étages.

D'après les textes anciens, l'empereur Yōmei, en proie à la maladie, fit le vœu de bâtir un temple et d'y installer une statue de Bouddha afin d'obtenir la guérison. Il mourut peu après, mais l'impératrice et le prince héritier Shōtoku firent construire en 607 un temple nommé « temple Ikagura » (d'après le nom du lieu) ou « Hōryū-ji » (littéralement « Temple de la Loi florissante »), conformément aux volontés de l'empereur. Les premiers bâtiments formant le temple ont été construits par des artisans venus du royaume coréen de Baekje. Ils sont alignés suivant un axe nord-sud selon une tradition continentale.
Même si un important incendie provoqué par la foudre a peut-être détruit l'ensemble des bâtiments en 670,, le temple peut s'enorgueillir de quatorze siècles d'observance continue de la tradition.
Le 26 janvier 1949, des peintures murales, exemplaires de l'iconographie bouddhique japonaise et datant de la fin du VIIe siècle, prennent feu dans le bâtiment principal du temple, une œuvre architecturale classée trésor national depuis 1897,. L'émoi suscité dans tout le pays, et même au-delà, par cette perte incite le législateur japonais à agir,. Le 30 mai 1950, le ministère de l'Éducation promulgue par ordonnance une loi sur la protection des biens culturels,. 
Le temple est devenu en 1993 le premier site japonais inscrit sur la liste du patrimoine mondial.

## Objets d'art
Le temple contient un grand nombre d'objets de grande valeur, des fresques, statues et autre objets d'art, qui révèlent des influences chinoises, coréennes et indiennes. L'un des trésors les plus importants est une triade de Shaka (le Bouddha historique) entouré de deux Bodhisattva (623, période d'Asuka), reflet de la sculpture bouddhiste chinoise à l'époque de la dynastie Wei du Nord (386-534), transposée dans l'archipel par un sculpteur japonais de lointaine origine chinoise. Les trois Bouddha assis sur le dais sont Amida, du côté ouest, fondu en 1232, au centre Shaka, Shakyamuni, puis à l'est Yakushi, le Bouddha de médecine fondu en 607 à la demande de l'empereur souffrant Yomei.

## Patrimoine de l'UNESCO
L'ensemble de bâtiments de Hōryū-ji et de Hokki-ji à Ikaruga a été inscrit au patrimoine mondial de l'Unesco en 1993 avec le paysage environnant en vertu de plusieurs critères. Les bâtiments inscrits sont quelques-uns des plus anciens bâtiments en bois encore existants au monde et datent des VIIe et VIIIe siècles. Nombre de ces monuments sont aussi trésors nationaux du Japon et reflètent une période importante de l'influence bouddhiste au Japon. L'ensemble comprend vingt-et-un bâtiments dans le temple est de Hōryū-ji, neuf dans le temple ouest, dix-sept monastères  et autres bâtiments et la pagode de Hokki-ji.

### Liste des sites
| Nom                                   | Type   | Emplacement                      | Image |
| ------------------------------------- | ------ | -------------------------------- | ----- |
| Hōryū-ji (法隆寺, Hōryū-ji) bâtiments | Temple | Ikaruga-chō, Ikoma-gun, Nara-ken |       |
| Hokki-ji (法起寺, Hokki-ji) pagode    | Temple | Ikaruga-chō, Ikoma-gun, Nara-ken |       |

## Galerie d'images

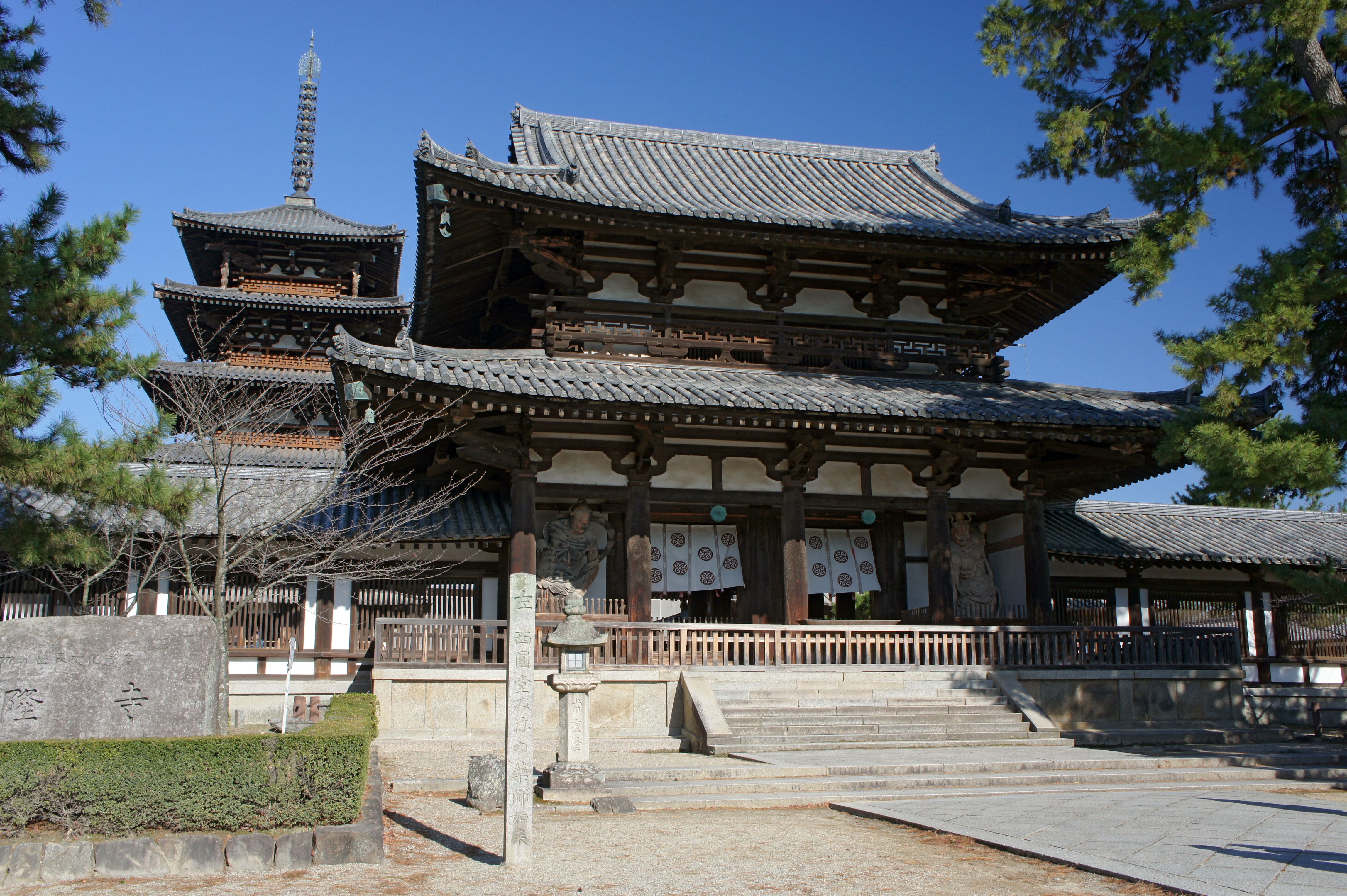
La porte centrale ou mon (A).
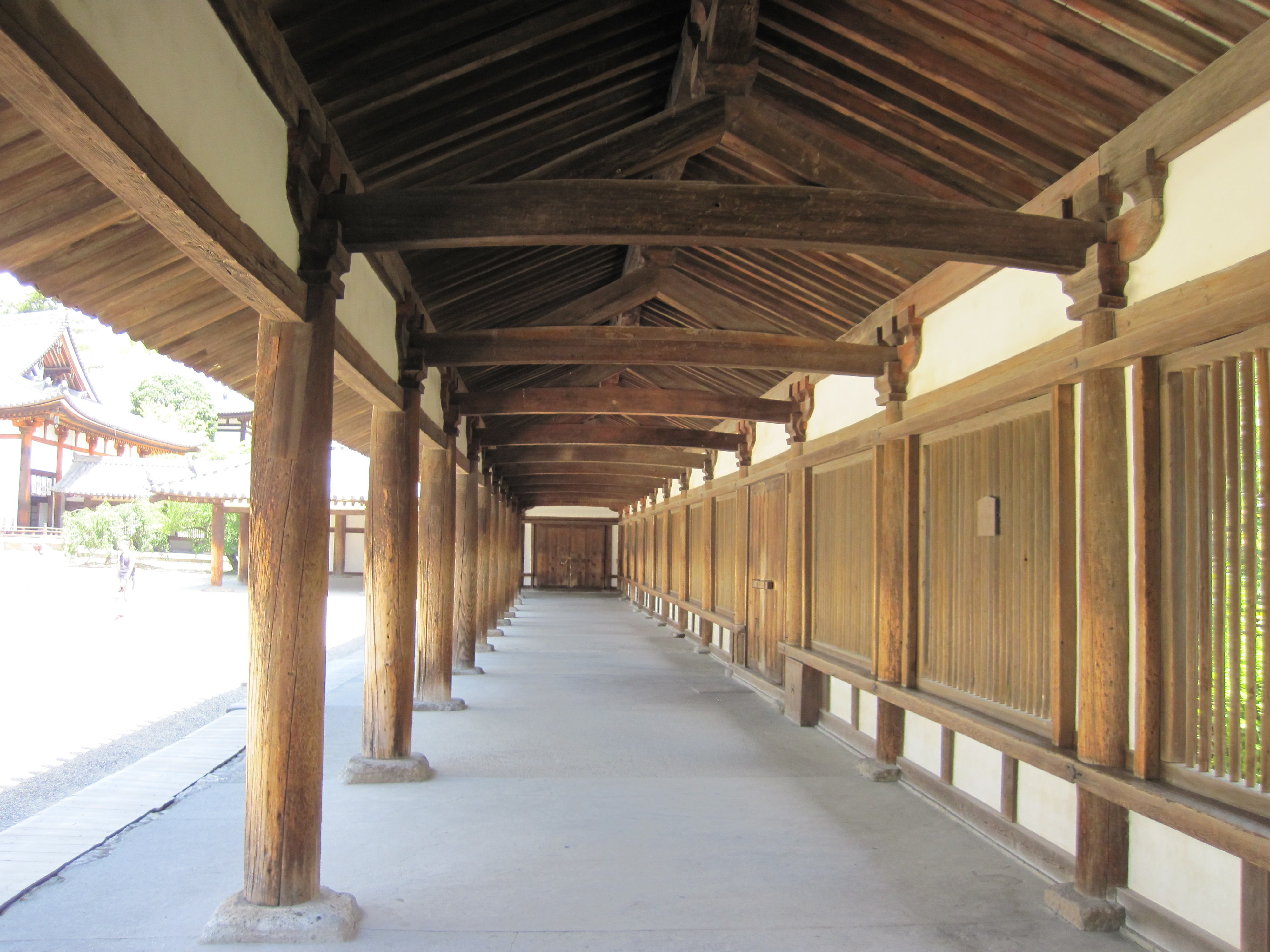
Le corridor d'enceinte (kairō) (B).
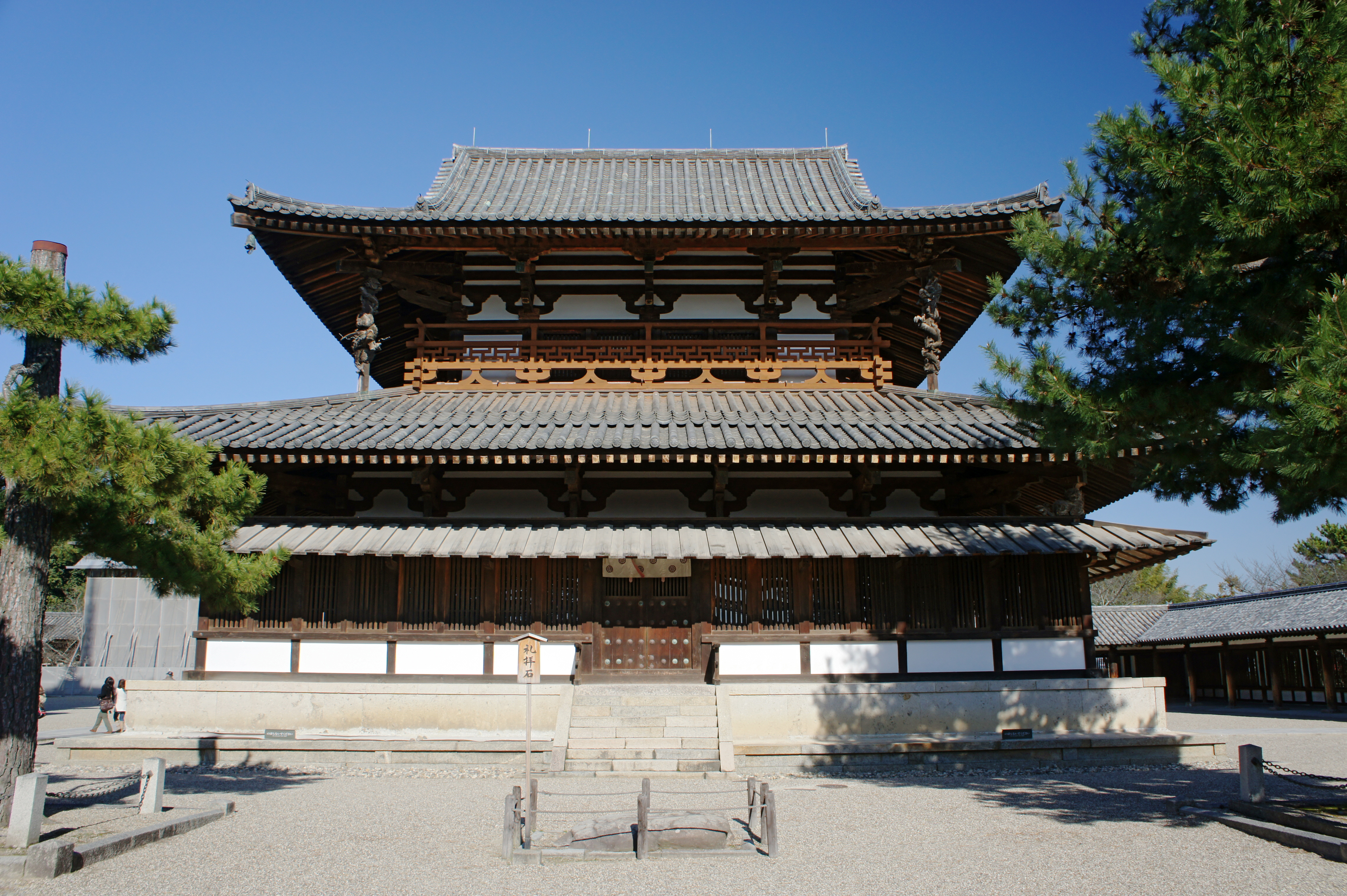
Le kondō (金堂?, lit. « salle d'or ») (C).
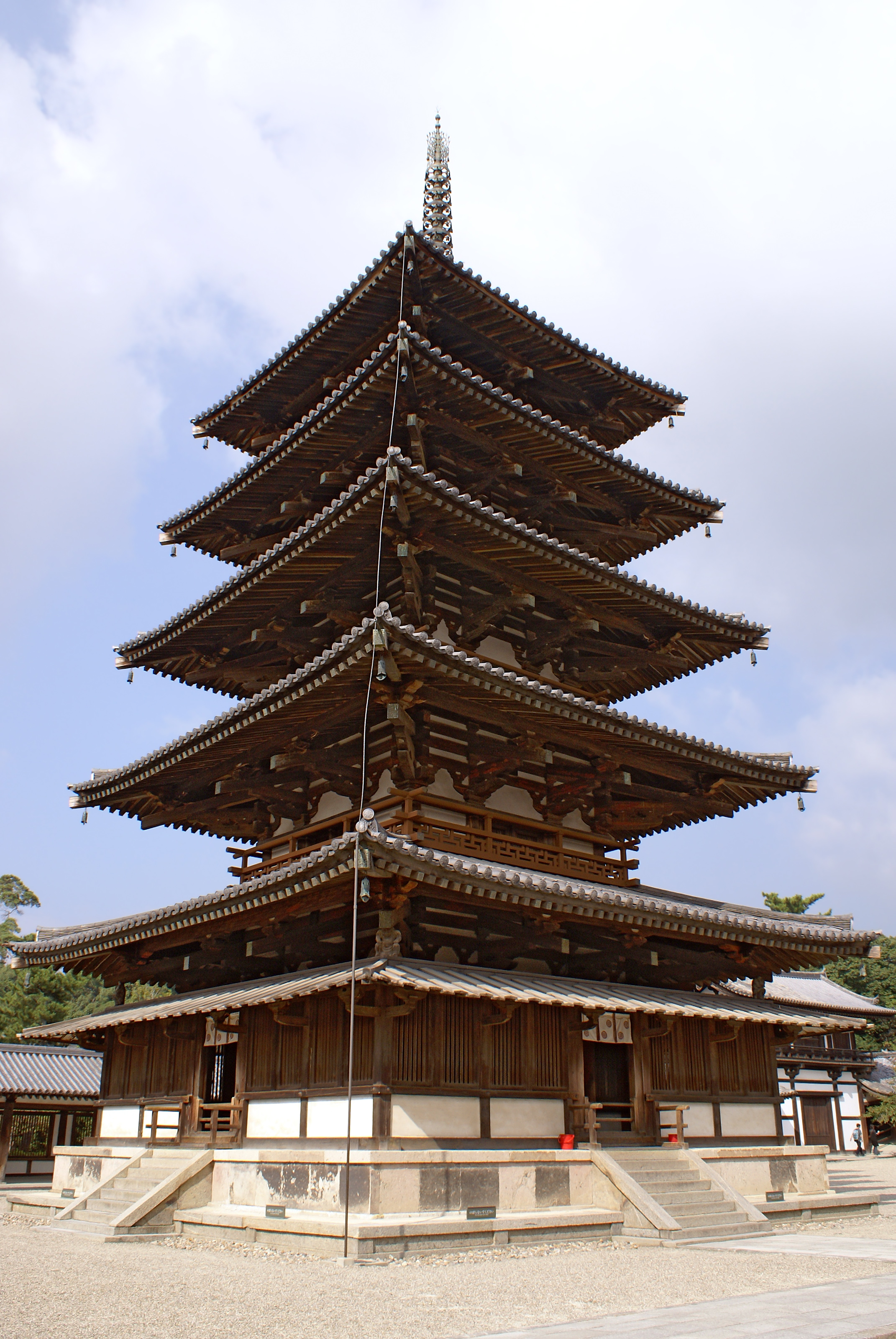
Tō, pagode à cinq étages (D).
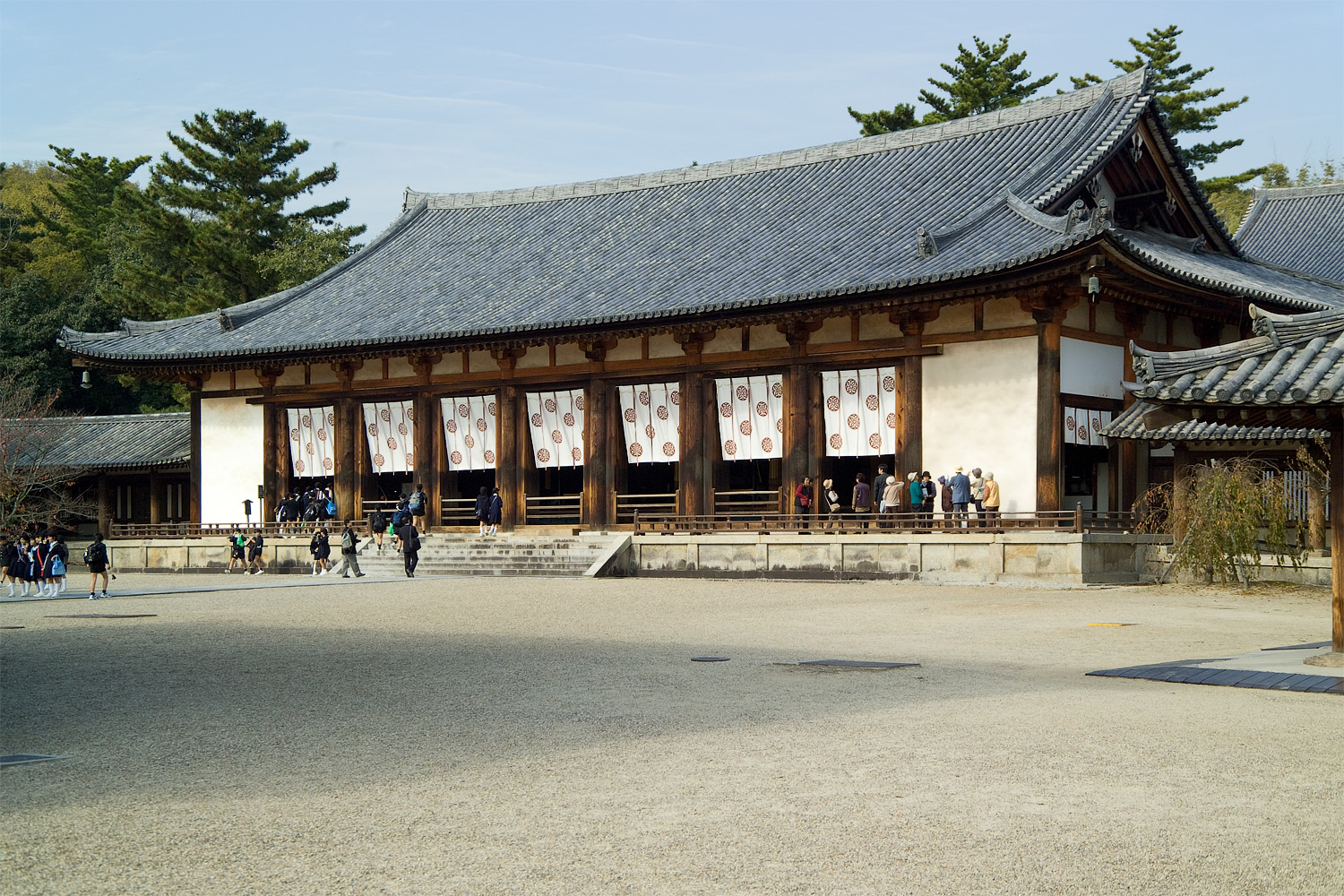
La salle d'études (講堂, kōdō?) (E).
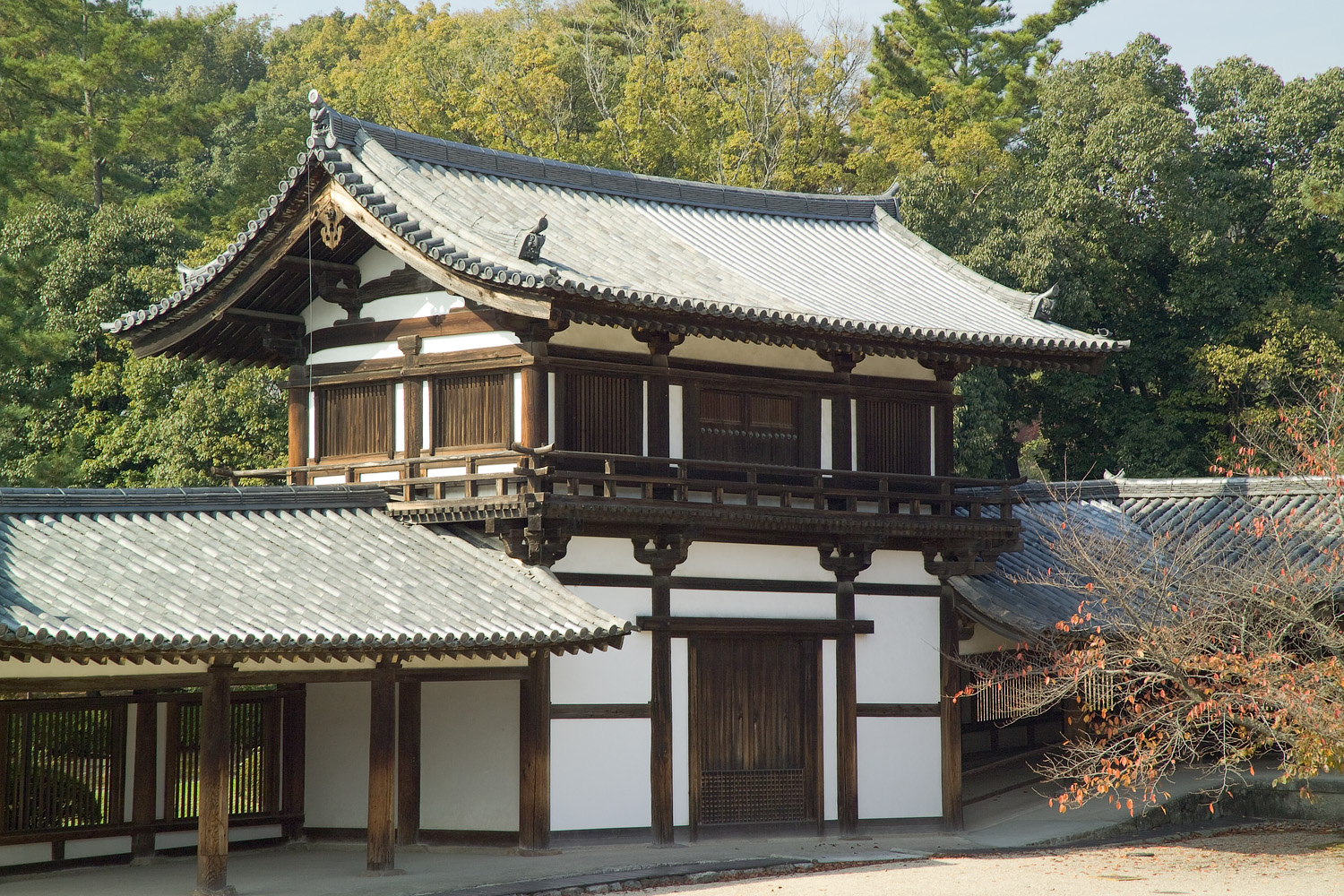
La salle des écritures (kyōzō) (F).
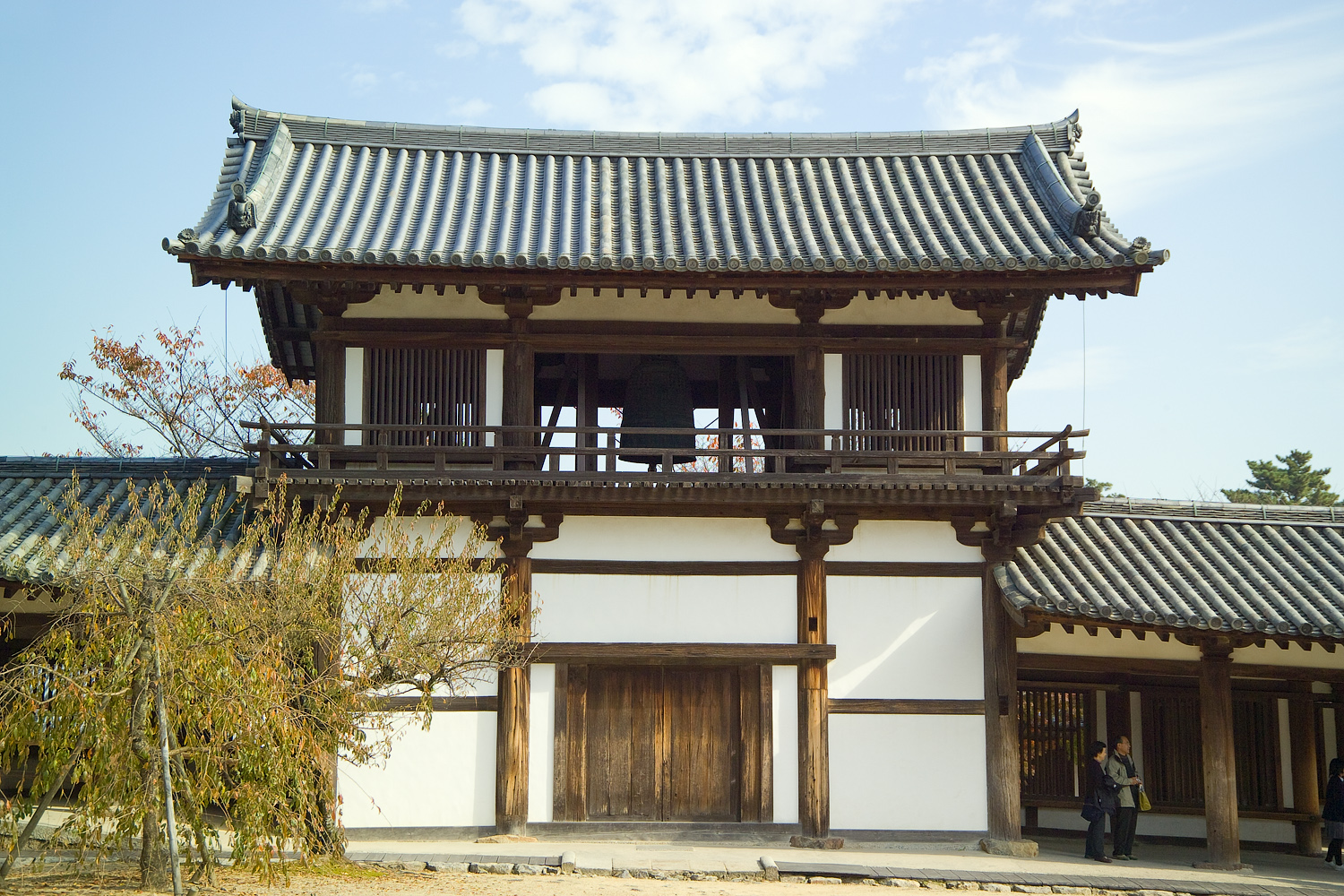
Le shōrō (beffroi) (G).

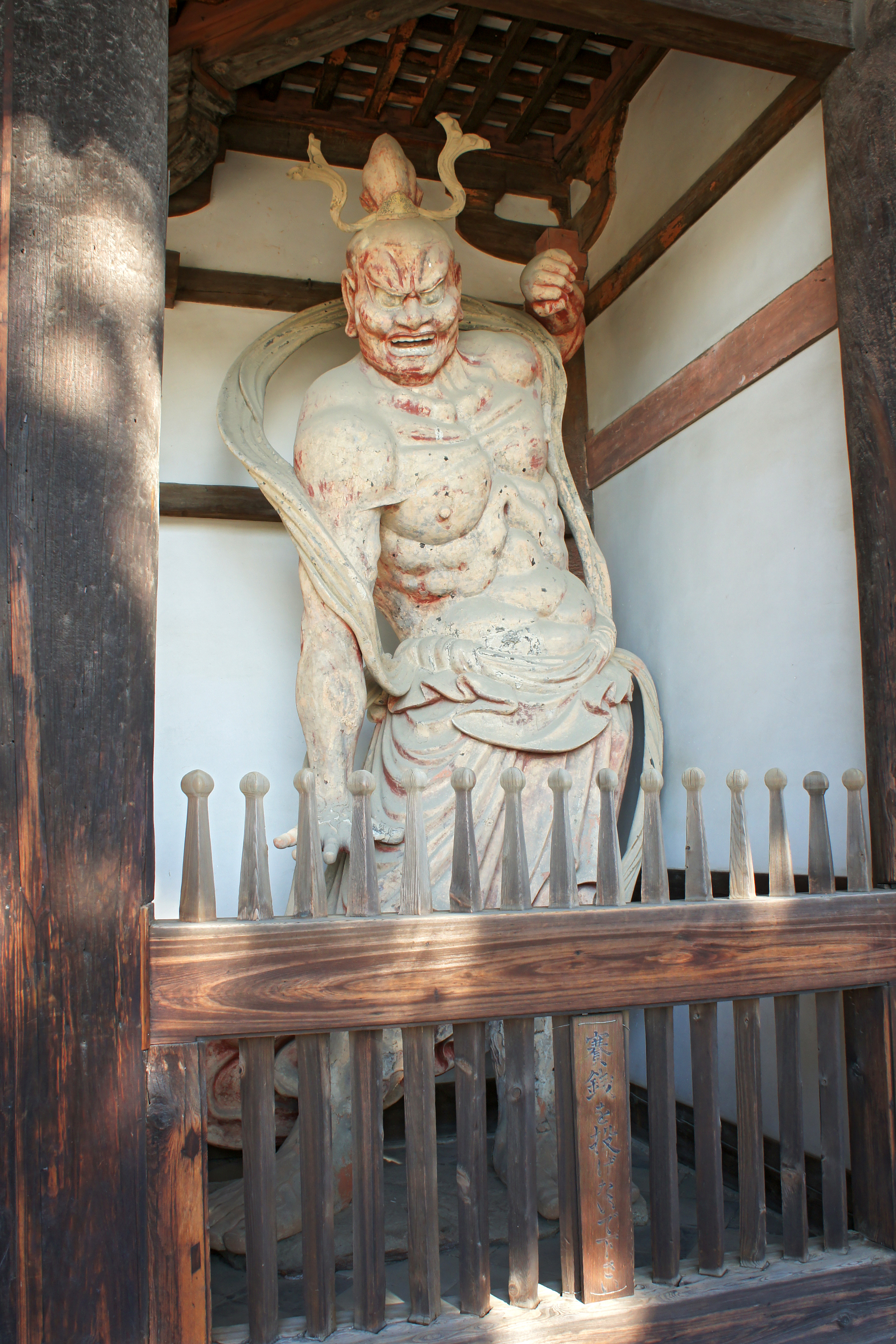
Statue de la divinité gardienne niō.
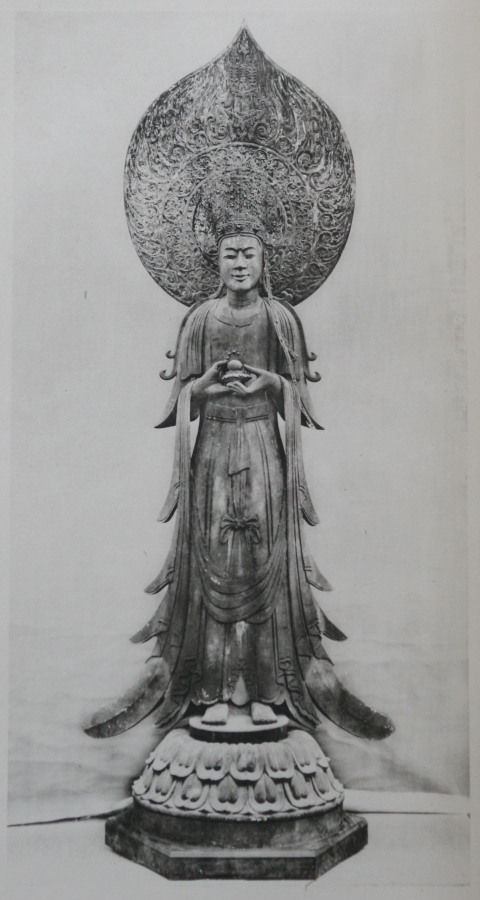
Guze Kannon. Bois de camphrier. Première moitié du VIIe siècle, sur un modèle Wei du Nord, sauf le visage.
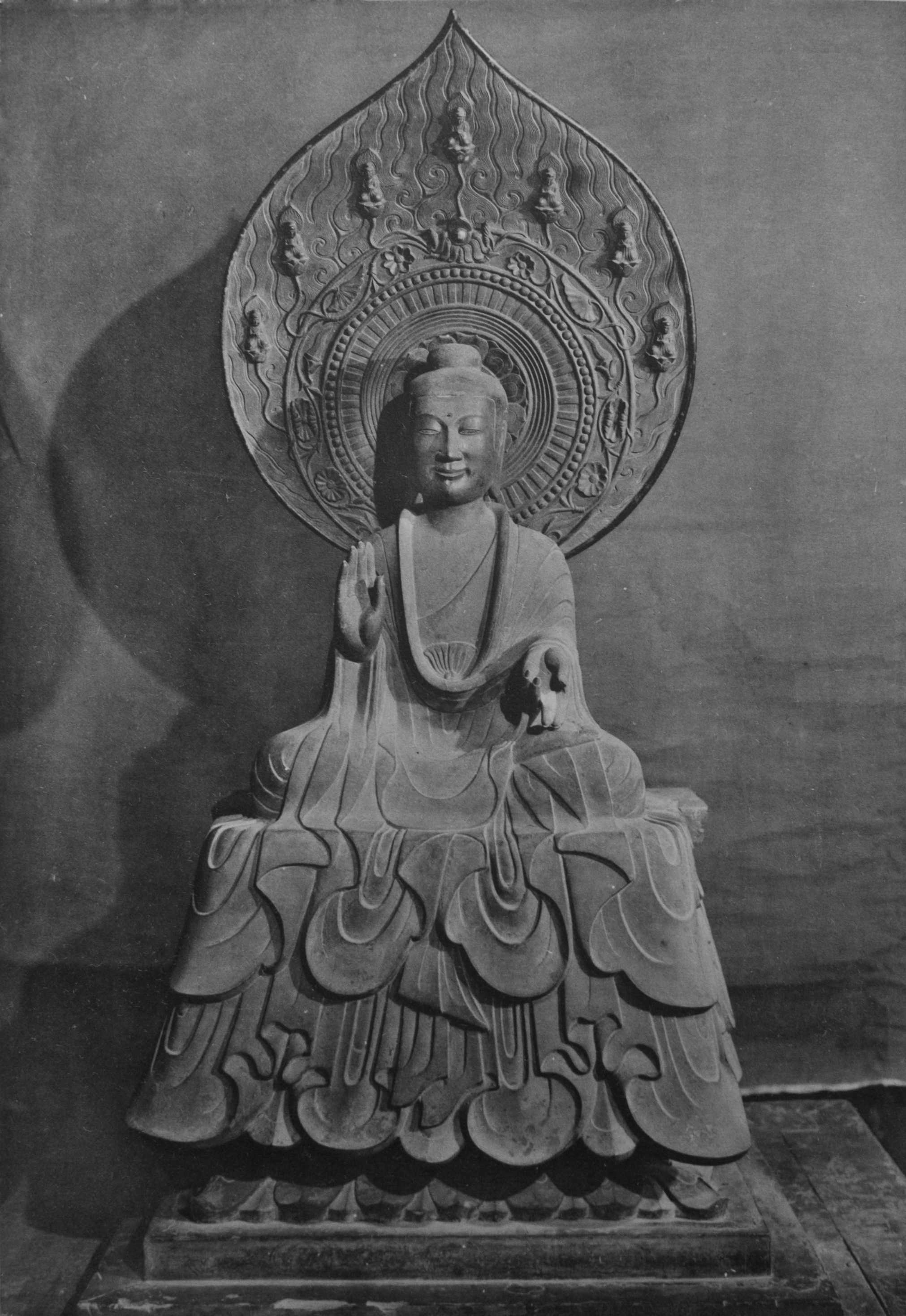
Yakushi Nyorai. Bronze, v. 607, en hommage au prince Shotoku décédé avant que la statue ne soit achevée[11].
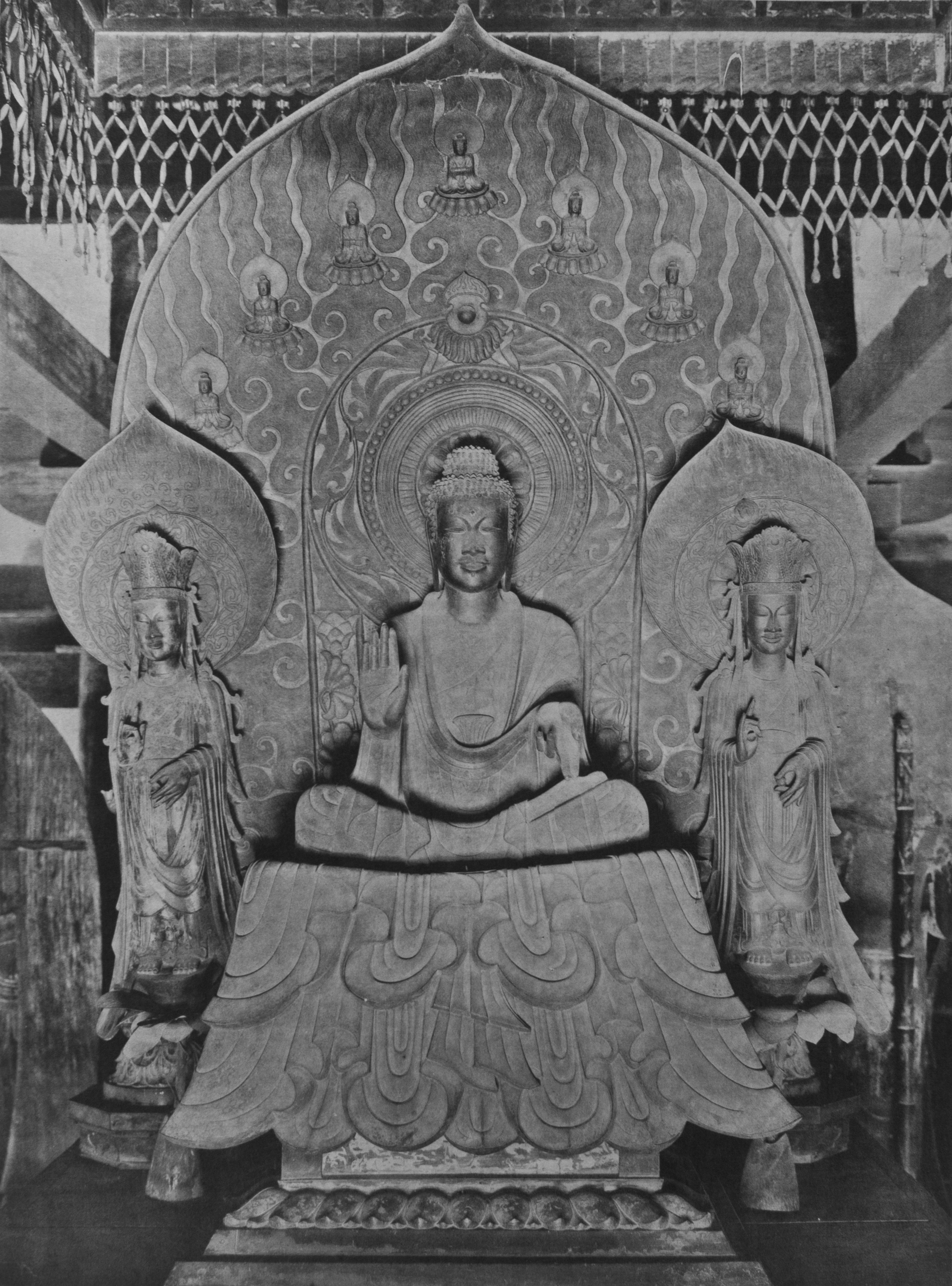
Triade au Bouddha Shākyamuni (sage des Shakya) (Triade de Shaka). Bronze, daté 623, centre : H. du corps : 87,5 cm.
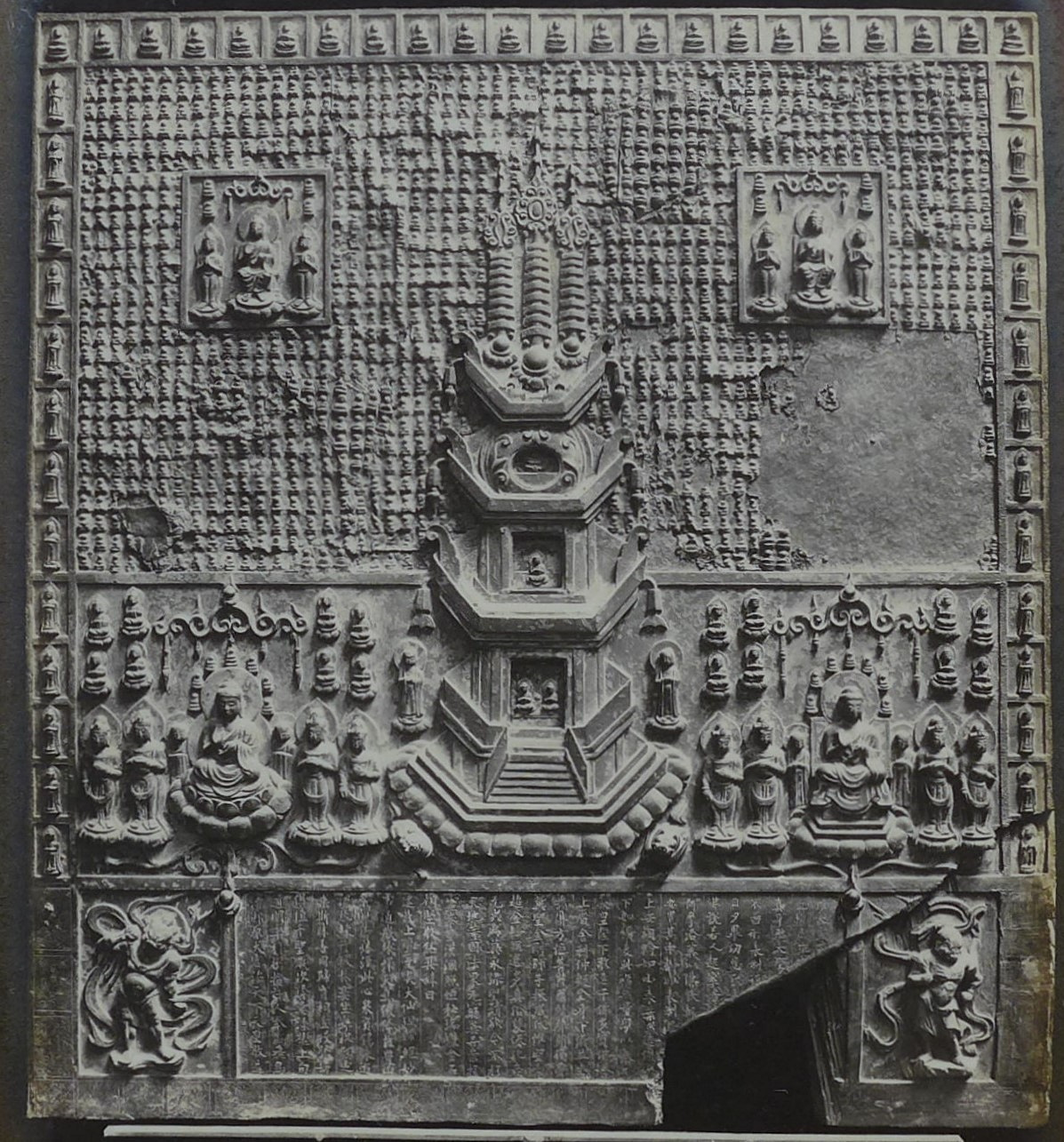
Plaque des Mille Bouddha et de la pagode de Prabhûtaratna (686 ou 698)[12].